# كارولين كوان
كارولين كوان (بالإنجليزية: Carolyn Cowan)‏ هي مصورة بريطانية، ولدت في 1960 في لندن في المملكة المتحدة.

## وصلات خارجية
- الموقع الرسمي